# Philippe Rouillard
Philippe Rouillard, né à Paris le 9 décembre 1926 et mort dans la même ville le 1er janvier 2021, est un théologien catholique, auteur de plusieurs ouvrages sur la liturgie catholique.

## Biographie
Moine bénédictin à l'abbaye Saint-Paul de Wisques, après son ordination sacerdotale en 1952, il est envoyé à Rome, au collège Saint-Anselme, pour y faire une licence et un doctorat en théologie.
De 1967 à 1971 il est secrétaire de la rédaction de la revue "La Maison-Dieu" et donc membre du Centre national de pastorale liturgique (CNPL).
En 1972, il est appelé à enseigner à Rome à l'Institut pontifical Saint-Anselme. Il y va rester trente ans.
En 1982, il devient chevalier puis, en 1999, officier de l'Ordre national du Mérite.
Il a enseigné la théologie sacramentaire à l'Athénée pontifical Saint-Anselme de 1990 à 2002.
Atteint par la limite d'âge, il rentre en France en juin 2002, à l'abbaye Sainte-Marie, à Paris.
Après un accident vasculaire cérébral, il est plusieurs fois hospitalisé. Il meurt le soir du 1er janvier 2021.
Ses restes reposent dans la chapelle familiale du cimetière Montmartre.

## Œuvres
- Histoire de la pénitence des origines à nos jours, Cerf, 1996[2], [3], [4],[5].
- Histoire des liturgies chrétiennes de la mort et des funérailles, Cerf, 1999[6].
- Dictionnaire insolite des saints, Cerf, 1999.
- Les Fêtes chrétiennes en Occident, Cerf, 2003[7],[8].
- Les bénédictins, Éditions Jean-Paul Gisserot, 2012.